# Xavier Dolan
Xavier Dolan, all'anagrafe Xavier Dolan-Tadros (Montréal, 20 marzo 1989), è un regista, sceneggiatore, attore, montatore, costumista, produttore cinematografico, scenografo e doppiatore canadese.
Nel 2014 si è aggiudicato il Premio della giuria alla 67ª edizione del Festival di Cannes per il film Mommy, mentre nel 2016 ha vinto il Grand Prix alla 69ª edizione del Festival di Cannes con È solo la fine del mondo.

## Biografia

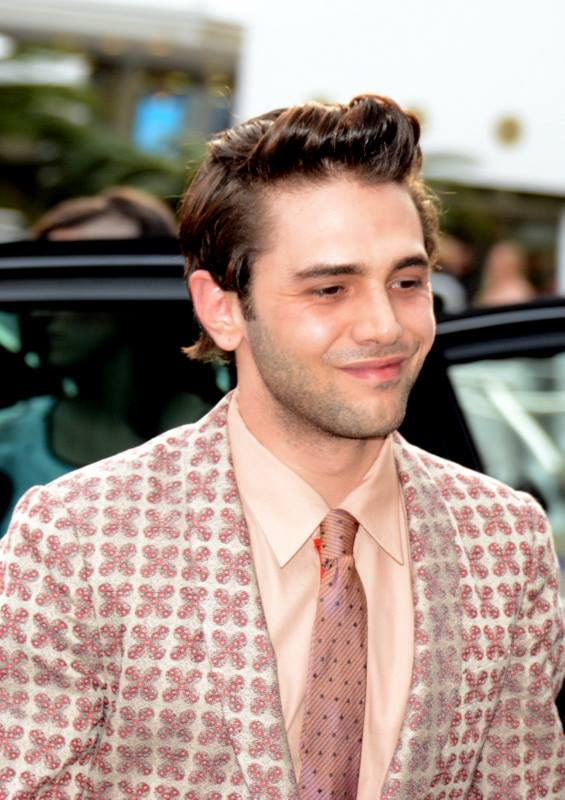
Dolan al Festival di Cannes 2015

Dolan nasce a Montréal, nel Québec, il 20 marzo del 1989, figlio di Manuel Tadros, un attore e cantante franco-canadese, nato ad Il Cairo (in Egitto) da padre copto e da madre d'origini libanesi, e di Geneviève Dolan, un'insegnante quebecchese d'origini irlandesi. Inizia la sua carriera già da bambino, come interprete di numerosi spot pubblicitari. Debutta nel film televisivo Miséricorde, successivamente compare nei titoli J'en suis!, Le marchand de sable e La forteresse suspendue, oltre alla serie TV Omerta, la loi du silence.

### Regista
Nel 2008 ottiene visibilità interpretando il ruolo di Antoine nel controverso film di Pascal Laugier Martyrs. Sempre nel 2008, all'età di diciannove anni, inizia la produzione il suo primo lungometraggio da regista, J'ai tué ma mère, basato su una sua sceneggiatura semi-autobiografica scritta quando aveva sedici anni. Nell'aprile 2009, il film viene selezionato per la Quinzaine des Réalisateurs al Festival di Cannes del 2009, dove vince tre premi: Premio Art Cinéma, Premio SACD e Premio Regards Jeunes.

Nel 2010 scrive, dirige e interpreta la sua seconda opera, Les Amours imaginaires, presentato nella sezione Un Certain Regard del Festival di Cannes 2010. Come il suo secondo lavoro, il suo terzo lungometraggio Laurence Anyways e il desiderio di una donna... viene presentato nella sezione Un Certain Regard del Festival di Cannes 2012, dove vince la Queer Palm. Tom à la ferme, quarto film del regista canadese, è stato presentato in Concorso alla 70ª Mostra internazionale d'arte cinematografica di Venezia dove ha vinto il Premio FIPRESCI.

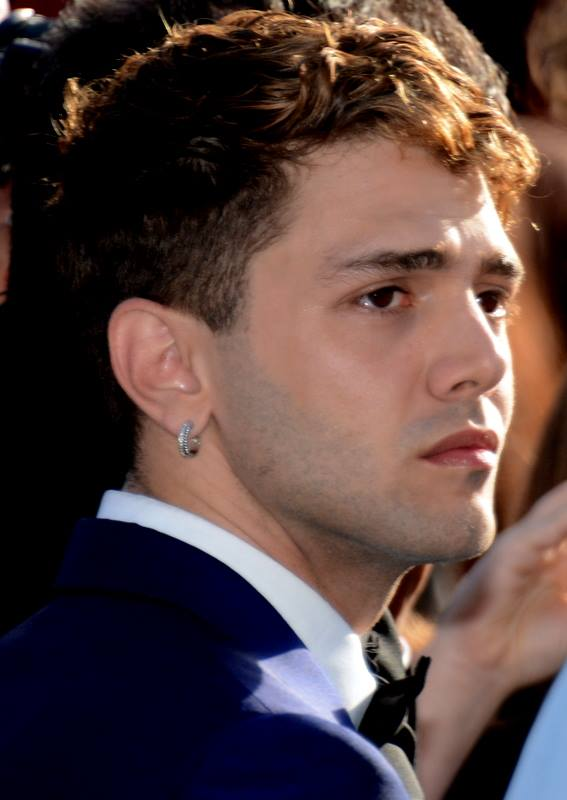
Dolan a Cannes 2014

Il quinto film di Dolan, Mommy, è stato presentato in concorso alla 67ª edizione del Festival di Cannes, dove si è aggiudicato il Premio della giuria, ex aequo con Adieu au langage - Addio al linguaggio di Jean-Luc Godard. Mommy viene inoltre candidato per rappresentare il Canada all'Oscar 2015 come miglior film straniero, ma non entra nella prima short-list. Sempre nel 2015 Dolan è membro della giuria della 68ª edizione del Festival di Cannes, presieduta dai fratelli Joel e Ethan Coen.
Il 19 maggio 2016 presenta da regista al Festival di Cannes 2016 il film È solo la fine del mondo. Il lungometraggio è l'adattamento dell'opera teatrale omonima di Jean-Luc Lagarce ed ha come protagonisti solamente attori francesi (tra cui Vincent Cassel e Marion Cotillard). Il film vince il Grand Prix Speciale della Giuria ed il Premio della Giuria Ecumenica. Il 4 giugno 2016 riceve una Laurea honoris causa in Diritto Civile dalla Bishop's University di Sherbrooke, Canada, per i suoi successi professionali e per il proprio servizio alla società.
Nel settembre 2018 presenta in anteprima al Toronto Film Festival il suo primo film in lingua inglese, intitolato La mia vita con John F. Donovan. Il 25 gennaio 2019 esce il primo trailer del film. La pellicola ha come protagonisti Kit Harington, Jacob Tremblay, Susan Sarandon e Natalie Portman ed è uscita in italia nel giugno 2019.
Nel maggio dello stesso presenta al Festival di Cannes del 2019 il suo ottavo film, in lingua francese, Matthias & Maxime, nel quale ritorna a recitare nel ruolo di protagonista. La distribuzione in Italia da parte di Lucky Red era prevista per il 23 aprile 2020, successivamente rimandata a causa della pandemia di COVID-19. Il film è arrivato poi su Sky e sulla piattaforma streaming MioCinema (ma distribuito anche in alcune sale e nella maggior parte dei cinema all'aperto) il 27 giugno del 2020.
Nel luglio 2023 annuncia il suo ritiro dal mondo del cinema come regista, deluso dai riscontri e dalle critiche sui suoi ultimi lavori e definendo il tutto "una perdita di tempo".

### Videoclip
Nel 2013 scrive e dirige per il gruppo Indochine il videoclip College Boy, nel quale viene raccontata la storia di un ragazzo vittima di bullismo. Nel 2015 scrive e dirige il celebre videoclip di Hello, primo singolo tratto dall'album 25 della cantautrice britannica Adele. Nel 2021 dirige il videoclip di Easy on Me che segna il ritorno di Adele.

### Doppiatore
Dolan è anche un doppiatore, famoso per prestare la voce al personaggio di Stan nell'adattamento francese quebecchese della serie animata South Park.
Inoltre, sempre per il Canada francofono, ha doppiato Rupert Grint nella serie cinematografica di Harry Potter e Taylor Lautner in quella di Twilight.

### Vita privata
Dolan vive nella sua città natale, Montréal, ed è dichiaratamente gay.

## Filmografia

### Attore

#### Cortometraggi
- Le Marchand de sable, regia di Nadine Fournelle (1999)
- Attitudes, regia di Manon Boisvert (2005)
- Miroirs d'été, regia di Étienne Desrosiers (2006)

#### Cinema
- J'en suis!, regia di Claude Fournier (1997)
- La Forteresse suspendue, regia di Roger Cantin (2001)
- Suzie, regia di Micheline Lanctôt (2007)
- Martyrs, regia di Pascal Laugier (2008)
- J'ai tué ma mère, regia di Xavier Dolan (2009)
- Les Amours imaginaires, regia di Xavier Dolan (2010)
- Good Neighbours, regia di Jacob Tierney (2010)
- Laurence Anyways e il desiderio di una donna...,(Laurence Anyways) regia di Xavier Dolan (2012)
- Tom à la ferme, regia di Xavier Dolan (2013)
- Miraculum, regia di Daniel Grou (2014)
- Elephant Song, regia di Charles Binamé (2014)
- Boy Erased - Vite cancellate (Boy Erased), regia di Joel Edgerton (2018)
- 7 sconosciuti a El Royale (Bad Times at the El Royale), regia di Drew Goddard (2018)
- Matthias & Maxime, regia di Xavier Dolan (2019)
- It - Capitolo due (It: Chapter Two), regia di Andrés Muschietti (2019)
- Illusioni perdute (Illusions perdues), regia di Xavier Giannoli (2021)

#### Televisione
- Miséricorde, regia di Jean Beaudin – miniserie TV, 2 puntate (1994)
- Omerta, la loi du silence – serie TV, episodio 2x12 (1997)
- L'Or – serie TV (2001)

### Regista e sceneggiatore

#### Cinema
- J'ai tué ma mère (2009)
- Les Amours imaginaires (2010)
- Laurence Anyways e il desiderio di una donna... (Laurence Anyways) (2012)
- Tom à la ferme (2013)
- Mommy (2014)
- È solo la fine del mondo (Juste la fin du monde) (2016)
- La mia vita con John F. Donovan (The Death and Life of John F. Donovan) (2018)
- Matthias & Maxime (2019)

#### Televisione
- La nuit où Laurier Gaudreault s'est réveillé (2022)

#### Videoclip
- College Boy - Indochine (2013)
- Hello - Adele (2015)
- Easy on Me - Adele (2021)

## Riconoscimenti
- Festival di Cannes
  - 2009 – Premio Art Cinéma, Premio SACD e Premio Regards Jeunes per J'ai tué ma mère
  - 2012 – Queer Palm per Laurence Anyways e il desiderio di una donna...
  - 2014 – Premio della giuria per Mommy ex aequo con Adieu au langage - Addio al linguaggio di Jean-Luc Godard
  - 2016 – Grand Prix Speciale della Giuria per È solo la fine del mondo (Juste la fin du monde)
  - 2019 – Candidatura per la Palma d'oro per Matthias & Maxime
- Mostra del Cinema di Venezia
  - 2013 – Premio FIPRESCI per Tom à la ferme

## Doppiatori italiani
- Davide Albano in J'ai tué ma mère, Les Amours imaginaires, Tom à la ferme, It - Capitolo due
- Davide Perino in Matthias & Maxime, Illusioni perdute
- Emiliano Coltorti in 7 sconosciuti a El Royale
- Manuel Meli in Boy Erased - Vite cancellate